# Mateusz Łęgowski
Mateusz Jacek Łęgowski (ur. 29 stycznia 2003 w Brodnicy) – polski piłkarz występujący na pozycji pomocnika w szwajcarskim klubie Yverdon-Sport, do którego jest wypożyczony z US Salernitana 1919 oraz w reprezentacji Polski.

## Kariera
Swój debiut w reprezentacji Polski miał w 86' minucie w meczu Polska-Holandia.
W dniu 17.08.2023 przeniósł się do US Salernitana 1919, grającej w Serie A za kwotę 3 Milionów Euro.

## Statystyki klubowe
(aktualne na 17 sierpnia 2023)
| Klub               | Sezon              | Liga               | Liga  | Liga   | Puchar kraju | Puchar kraju | Europa | Europa | Suma  | Suma   |
| Klub               | Sezon              | Liga               | Mecze | Bramki | Mecze        | Bramki       | Mecze  | Bramki | Mecze | Bramki |
| ------------------ | ------------------ | ------------------ | ----- | ------ | ------------ | ------------ | ------ | ------ | ----- | ------ |
| Pogoń Szczecin     | 2021/2022          | Ekstraklasa        | 19    | 1      | –            | –            | –      | –      | 19    | 1      |
| Pogoń Szczecin     | 2022/2023          | Ekstraklasa        | 26    | 3      | –            | –            | 1      | 0      | 27    | 3      |
| Pogoń Szczecin     | 2023/2024          | Ekstraklasa        | 2     | 0      | –            | –            | 3      | 0      | 5     | 0      |
| Pogoń Szczecin     | Ogólnie            | Ogólnie            | 47    | 4      | –            | –            | 4      | 0      | 51    | 4      |
| Salernitana        | 2023/2024          | Serie A            | 0     | 0      | –            | –            | 0      | 0      | 0     | 0      |
| Ogólnie w karierze | Ogólnie w karierze | Ogólnie w karierze | 47    | 4      | –            | –            | 4      | 0      | 51    | 4      |

### Reprezentacyjne
(aktualne na dzień 22 września 2022)
| Reprezentacja | Kraj    | Rok     | Łącznie | Łącznie |
| Reprezentacja | Kraj    | Rok     | Mecze   | Gole    |
| ------------- | ------- | ------- | ------- | ------- |
| Polska        | Polska  | 2022    | 1       | 0       |
| Ogólnie       | Ogólnie | Ogólnie | 1       | 0       |

| Mecze i gole w reprezentacji | Mecze i gole w reprezentacji | Mecze i gole w reprezentacji | Mecze i gole w reprezentacji | Mecze i gole w reprezentacji | Mecze i gole w reprezentacji | Mecze i gole w reprezentacji |
| Lp.                          | Data                         | Miejsce                      | Przeciwnik                   | Gol                          | Wynik                        | Rozgrywki                    |
| ---------------------------- | ---------------------------- | ---------------------------- | ---------------------------- | ---------------------------- | ---------------------------- | ---------------------------- |
| 1.                           | 22.09.2022                   | Warszawa, Polska             | Holandia                     |                              | 0:2                          | LN 2022/2023                 |